# Le Poët
Le Poët ist eine französische Gemeinde im Département Hautes-Alpes in der Region Provence-Alpes-Côte d’Azur. Sie gehört zum Kanton Laragne-Montéglin im Arrondissement Gap.

## Geografie
Die Gemeinde Le Poët liegt an der Durance und am parallel verlaufenden Canal EDF, etwa zwölf Kilometer nördlich von Sisteron. Sie grenzt im Norden an Upaix, im Nordosten an Sigoyer, im Osten an Vaumeilh, im Südwesten an Valernes, im Süden an Sisteron und im Westen an Mison.

## Bevölkerungsentwicklung
| Jahr      | 1962 | 1968 | 1975 | 1982 | 1990 | 1999 | 2008 | 2018 |
| --------- | ---- | ---- | ---- | ---- | ---- | ---- | ---- | ---- |
| Einwohner | 424  | 429  | 511  | 515  | 587  | 690  | 734  | 788  |